# Paralelas assimétricas
As barras assimétricas ou paralelas simétricas são um aparelho de ginástica artística, criado especificamente para as mulheres. As simétricas permitem a ginasta o apoio; com o uso apenas das mãos ou dos pés, além de tomá-lo com qualquer outra parte do corpo, desde que faça parte de sua rotina e seus movimentos sejam realizados com segurança.
As rotinas neste aparelho realizadas devem conter movimentos de impulso, voo e estáticos. Os exercícios de força devem ser usados com moderação, pois os de impulso são a base dos movimentos estáticos antecedidos pelas rotações ou transições. Se por acaso a ginasta cair ela terá trinta segundos para retomar o exercício de onde ele foi interrompido.

## História
Em 1830 o espanhol Francisco Amoros escreveu sobre barras desiguais simetricamente ajustadas, em um livro chamado Manuel d’education physique et morale. No ano de 1859, em sua nona edição, uma proposta de modificação das barras não foi imediatamente aceita, pois implicava na exclusiva participação feminina e à época isto seria impossível devido a circunstâncias sociais que envolviam o sexo feminino. Na Alemanha, por volta da virada daquele século, mulheres já praticavam a ginástica, mas só após a segunda grande guerra que retomaram a prática. Além disso, a ginástica praticada pelas mulheres apenas lembrava a praticada pelos homens, com provas como as barras paralelas e a barra fixa.
Só em 1934 as barras assimétricas foram introduzidas em um Campeonato Mundial, na edição de Budapeste. A sua estreia olímpica foi em 1936, nos Jogos Olímpicos de Berlim, onde apenas a Tchecoslováquia optou por elas como uma prova executável nos exercícios combinados. Com o desinteresse pelo aparelho decaiu também o interesse pela ginástica feminina, no berço do esporte, a Alemanha Ocidental. Sua re-aparição deu-se no Gymnaestrada, em Viena e deixou os ginastas empolgados com a nova técnica. Porém, só em 1967, o modificado aparelho tornou-se exclusivamente uma prática feminina. No Campeonato Europeu, de realização em Amsterdã, a primeira campeã inovadora foi Vera Caslavska. Em 1970, a primeira campeã mundial foi a alemã Karin Janz, que inovou mais uma vez, os movimentos neste aparelho.

## Aparelho
As paralelas assimétricas são atualmente fabricadas com fibras sintéticas - de vidro e recobertas com madeira e, por vezes, material aderente, como na trave de equilíbrio. Geralmente, elas ficam posicionadas, a mais alta a 2,36 m de altura e a menor a 1,57 m. Apesar de suas medidas variarem - a barra alta 2,20-2,55 m entre e a barra baixa entre 1,40-1,75 m -, seu peso se mantém sempre o mesmo, 98 kg assim como sua largura, de 2,40 m. Suas hastes de base são fabricadas de material metálico e suas cordas de suspensão são fabricadas de material elástico resistente.

## Características da competição
Sua sigla, para provas internacionais regulamentadas pela Federação Internacional de Ginástica, é UB.
Este é um aparelho exclusivamente feminino, que derivou das barras paralelas masculinas. A posição das duas barras em diferentes alturas possibilita à ginasta uma gama variada de movimentos, mudanças de empunhaduras e alternância entre as barras. A execução de alguns movimentos também é facilitada através da propriedade de molejo das barras.
A ginástica nas paralelas assimétricas é de difícil execução, e exige muita coragem da praticante. Seus movimentos de segurança ficam basicamente sobre a cintura e o tronco, que devem, por consequência, possuir uma maior mobilidade. Para maior segurança da praticante, é necessário verificar uma boa quantidade de colchões e a montagem do aparelho.

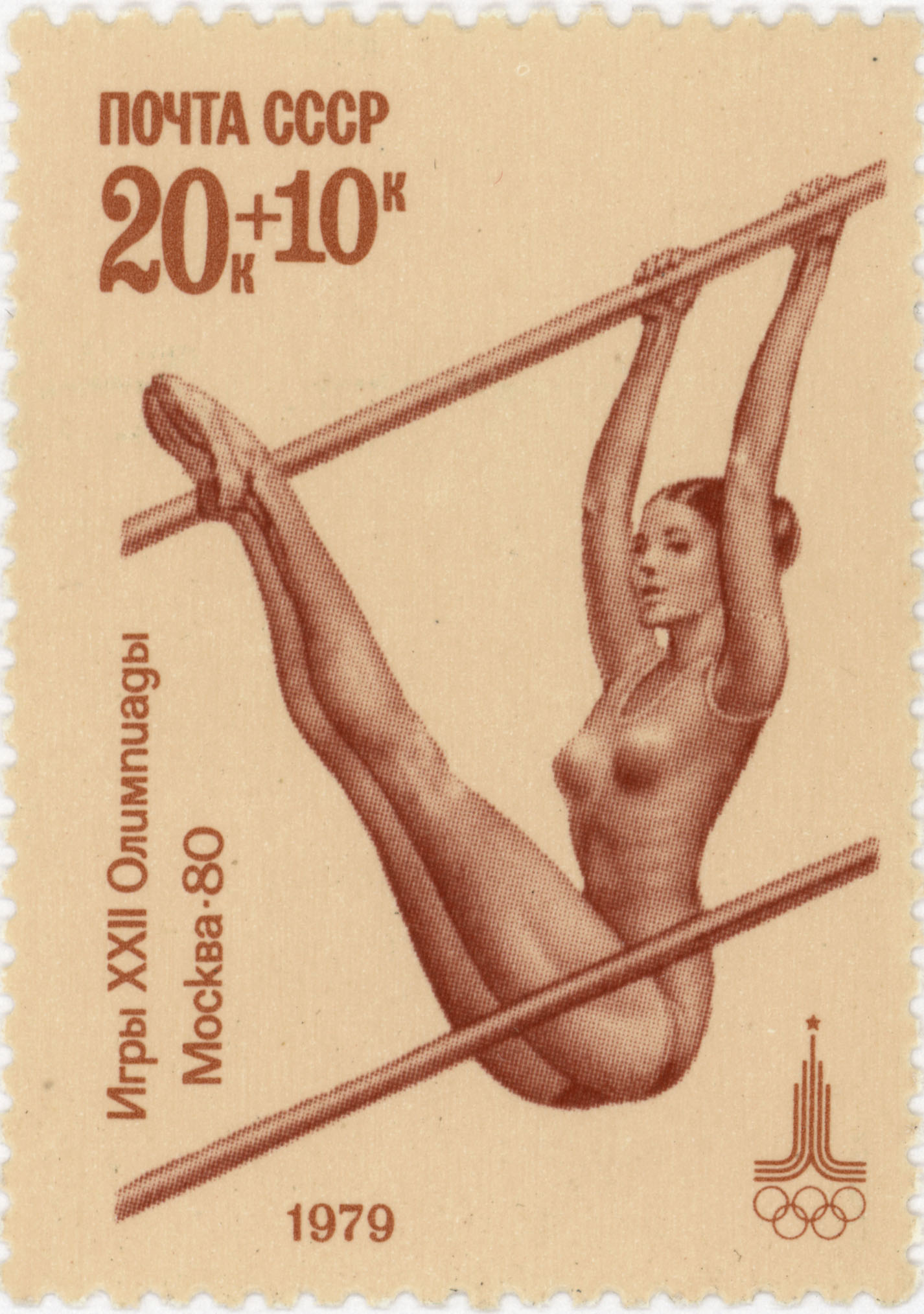
Selo comemorativo ao Jogos Olímpicos de Moscou

Para obter uma boa pontuação, a ginasta possui como obrigação em sua rotina(1):
- Uma troca com voo de barras do barrote superior para o inferior;
- Uma segunda troca de barras do barrote inferior para o barrote superior (no mínimo B);
- Uma largada e retomada (voo na mesma barra);
- Um elemento dos grupos 03, 06 ou 07 (no mínimo C);
- Uma saída no mínimo "C" para as competições Classificatória (C-I), na final por Equipes (C-IV) e no Individual geral (C-III) e, no mínimo "D" para a competição por Aparelhos (C-II).

Para não ser despontuada, a atleta não pode cometer erros, que variam entre leves e gravíssimos, em um desconto de 0,1 a 1,0, como(2):
- Tocar as barras e no caso de uma corrida preparatória mal sucedida, interrompê-la;
- Passar por baixo da barra sem que o movimento faça parte da rotina em um giro ou rotação;
- Uma queda durante a saída ou a execução da série;
- Efetuar balanços intermediários enquanto estiver apresentando as séries;
- As pausas durante os exercícios;
- Usar força para completar movimentos de impulso;
- Falta de alinhamento do corpo.

### Movimentos
Abaixo, uma pequena lista dos movimentos executáveis nas barras(3):
- Subida de oitava para trás
- Oitava, de apoio frontal para dorsal, unindo as pernas
- Giro cavalgado à frente
- Sublance (partindo do movimento de oitava)
- Kippe ao apoio cavalgado
- Kippe dorsal, a partir da suspensão

## Ginastas de destaque
- A ginasta romena Nadia Comaneci foi a primeira a alcançar nota dez em Jogos Olímpicos, em Montreal 1976.
- Em 1988, Daniela Silivas também da Romênia, era considerada a mais perfeita ginasta nas barras, conseguindo quatro notas dez só neste aparelho, nos Jogos de Seul
- Svetlana Khorkina, bicampeã olímpica, tetracampeã mundial e hexacampeã europeia.
- Aliya Mustafina bicampeã olímpica no aparelho e com várias medalhas em mundiais.
- Kaylia Nemour torna 1ª ginasta africana medalhista olímpica[6]